# René Reeder
René Marius Reeder (Paramaribo, 11 december 1924 – Amsterdam, 9 januari 2019) was een Surinaams rechtsgeleerde en minister.
Reeder verkreeg op 19 oktober 1962 de graad van doctor in de rechtsgeleerdheid aan de Vrije Universiteit Amsterdam. Hij is auteur van The Establishment of an International Criminal Court (Amsterdam 1962), een juridische onderbouwing voor het instellen van een Permanent Internationaal Strafhof en een voorstel voor de Statuten van het Strafhof. Na 40 jaar was in 2002 de oprichting van het Strafhof een feit.
Reeder was advocaat in Suriname en Nederland. Onder president Johan Ferrier, ten tijde van het eerste kabinet-Chin A Sen, was Reeder minister van Justitie en Politie. Aansluitend was hij tot 1989 procureur-generaal bij het Hof van Justitie (Suriname). Hij was eveneens als docent verbonden aan de Juridische Faculteit van de Anton de Kom Universiteit van Suriname.
Bij zijn overlijden kopte De Ware Tijd op zijn voorpagina: 'Reeder begon zelf onderzoek naar 8 december 1982'. In het artikel omschrijft de krant hem als een juridisch goed onderbouwd, kundig en zwijgzaam mens die heeft gefunctioneerd in een constitutioneel moeilijke periode van Suriname van 1981 tot 1987 en dan nog tot 1989.
In Amsterdam was hij op 31 november 1960 toegetreden tot Loge Wending. Op 1 januari 1964 werd hij overgeschreven naar Loge Concordia (Paramaribo). Samen met Pretaap Radhakishun richtte Reeder op 5 november 1968 in Paramaribo Loge De Gouden Driehoek op, waar hij de functie van Voorzittend Meester heeft vervuld en bij het eerste lustrum de versierselen van Voorzittend Meester van Eer kreeg omgehangen. 
Tot 3 juli 1976 was Reeder eigenaar van de plantage Frederiksdorp aan de Commewijnerivier in Suriname.
- International Standard Name Identifier: 0000 0003 9612 4173
- Nederlandse Thesaurus van Auteursnamen: 072780258
- Réseau des bibliothèques de Suisse occidentale: 02-A003732659
- Virtual International Authority File: 290977932
- WorldCat: E39PBJgmQRFX7mHdqVbQGHxYyd